# Lineatre
La Lineatre, o successivamente Linea Tre, è stata una collana discografica economica appartenente alla RCA Italiana e attiva dal 1976 al 1987.

## Storia
A partire dal giugno 1976 la RCA Italiana lanciò una nuova serie di dischi a prezzo economico: la Lineatre. Si trattava perlopiù di raccolte di artisti di successo tratti dal catalogo RCA, più raramente erano ristampati album veri e propri. Il prezzo di vendita al pubblico era inizialmente di 3.000 lire (da cui il nome della serie), ma nel corso degli anni il prezzo arrivò sino a 4.500 lire. I dischi si caratterizzano per l'etichetta verde scuro presente sul vinile, colore che negli anni '90, con l'acquisizione di RCA da parte della BMG, diventa azzurro.
All'interno della Lineatre confluirono anche alcuni artisti, come Lucio Battisti e Ivan Graziani, originariamente facenti parte del catalogo della Numero Uno, una casa discografica indipendente italiana acquisita dalla RCA Italiana nel 1974. Vennero stampate in licenza anche alcune raccolte di artisti provenienti da altre etichette discografiche, come Ri-Fi, CAM, Spaghetti Records, DDD, Savoy Records (jazz) e Chrysalis Records (rock progressivo). In tali casi sull'etichetta non figurava il marchio RCA bensì quello della casa discografica originaria.
Dei titoli della serie Lineatre, oltre alla versione disco in vinile, erano disponibili con il medesimo numero di catalogo anche le rispettive versioni in Stereocassetta e Stereo8.
In questa collana di dischi è stata pubblicata anche una serie dedicata alla musica classica (il codice di catalogo è GL). Si tratta perlopiù di ristampe economiche di dischi prodotti dalla stessa RCA (originariamente presenti all'interno del catalogo RCA Victor e RCA Red Seal) oppure di dischi di etichette discografiche estere, come la francese Erato. I dischi si caratterizzano per l'etichetta arancione presente sul vinile, e le registrazioni erano disponibili anche su musicassette del tipo stereo.

## Dischi
La datazione qui riportata si basa sull'etichetta del disco o sulla copertina.

### LP
| Numero di catalogo   | Anno | Interprete                                | Titoli                                                          |
| -------------------- | ---- | ----------------------------------------- | --------------------------------------------------------------- |
| NL 10971             | 1975 | Elvis Presley                             | Solid gold                                                      |
| NL 31006             | 1976 | The Showmen                               | I successi di The Showmen                                       |
| NL 31013             | 1974 | Antonello Venditti e Francesco De Gregori | Roma Capoccia                                                   |
| NL 31031             | 1976 | Ricchi e Poveri                           | Un diadema di successi                                          |
| NL 31078             | 1980 | Tony Renis                                | Un grande grande grande Tony Renis                              |
| NL 31130             | 1975 | Renato Rascel                             | Vogliamoci tanto bene                                           |
| NL 31165             | 1975 | Domenico Modugno                          | Domenico Modugno e la sua chitarra                              |
| NL 31264             | 1977 | Giovanni Vallero                          | Amore e polka                                                   |
| NL 31362             | 1978 | AA.VV.                                    | Sesamo apriti                                                   |
| NL 31422             | 1979 | Orchestra Castellina-Pasi                 | Castellina Pasi vol. 18: "Canto della valle"                    |
| NL 31457             | 1979 | Ugo Casadei & Carmen                      | A tutto... liscio                                               |
| NL 31602             | 1981 | Orchestra Castellina-Pasi                 | Castellina Pasi vol. 20: "Vecchio pescatore"                    |
| NL 31651             | 1982 | Orchestra Castellina-Pasi                 | Castellina Pasi vol. 21: "Verde Prateria"                       |
| NL 33001             | 1976 | Claudio Baglioni                          | Personale di Claudio Baglioni                                   |
| NL 33002             | 1976 | Lucio Battisti                            | Il meglio di Lucio Battisti vol. 1                              |
| NL 33003             | 1976 | Lucio Battisti                            | Il meglio di Lucio Battisti vol. 2                              |
| NL 33004 / TNL1 3004 | 1976 | Riccardo Cocciante                        | Amare con rabbia                                                |
| NL 33005             | 1976 | Lucio Dalla                               | 4 marzo e altre storie                                          |
| NL 33006             | 1976 | Guido e Maurizio De Angelis               | Le colonne sonore                                               |
| NL 33007             | 1976 | Francesco De Gregori                      | Il mondo di Francesco De Gregori                                |
| NL 33008             | 1976 | Nicola Di Bari                            | Un successo dopo l'altro                                        |
| NL 33009             | 1976 | Gabriella Ferri                           | Il cabaret                                                      |
| NL 33010             | 1976 | Gabriella Ferri                           | Simmo 'e Napule                                                 |
| NL 33011             | 1976 | Gabriella Ferri                           | Fiori romani                                                    |
| NL 33012             | 1976 | Enzo Jannacci                             | Così ride                                                       |
| ZNLN 33013           | 1976 | Bruno Lauzi                               | Incontro con Bruno Lauzi                                        |
| TNLT 33014           | 1976 | Nino Manfredi                             | Tanto pe' cantà                                                 |
| NL 33016             | 1976 | Domenico Modugno                          | Successi di sempre                                              |
| NL 33017             | 1976 | Gianni Morandi                            | Tutti i successi di Gianni Morandi, vol. 1                      |
| NL 33018             | 1976 | Gianni Morandi                            | Tutti i successi di Gianni Morandi, vol. 2                      |
| NL 33019             | 1976 | Rita Pavone                               | Come lei non c'è nessuno                                        |
| NL 33020             | 1976 | Patty Pravo                               | La magia di Patty Pravo                                         |
| ZNLN 33021           | 1976 | Premiata Forneria Marconi                 | Prime impressioni                                               |
| NL 33022             | 1976 | Antonello Venditti                        | A misura d'uomo                                                 |
| TNL1 3023            | 1976 | Autori vari                               | Sandokan, Zorro, La tartaruga & C.                              |
| TNL1 3024            | 1976 | Mal                                       | I successi                                                      |
| NL 33025             | 1976 | Ennio Morricone                           | I western                                                       |
| NL 33026             | 1976 | Gino Paoli                                | Le canzoni di Gino Paoli                                        |
| NL 33027             | 1973 | Odoardo Spadaro                           | Le canzoni di Firenze                                           |
| NL 33028             | 1976 | Luigi Tenco                               | Le canzoni                                                      |
| TNL1 3029            | 1976 | I Vianella                                | Er mejo                                                         |
| NL 33030             |      | Autori vari                               | I cantautori                                                    |
| NL 33031             | 1976 | Autori vari                               | La lunga estate degli anni '60                                  |
| NL 33033             | 1976 | Autori vari                               | Sei forte papà, Johnny Bassotto, ecc.                           |
| NL 33034             | 1976 | Bechi / Bergonzi / Tagliavini             | La grande canzone                                               |
| TNL1 3035            | 1976 | Gianni Oddi                               | Grandi temi da grandi film                                      |
| ZNLN 3036            | 1976 | Premiata Forneria Marconi                 | Celebration                                                     |
| NL 33037             | 1976 | The Rokes                                 | These were the rokes                                            |
| NL 33038             | 1977 | Angelo Branduardi                         | Incontro con Angelo Branduardi                                  |
| NL 33039             | 1976 | Perigeo                                   | Attraverso il Perigeo                                           |
| ZNLA 33040           | 1977 | Nino Rota                                 | Concerto di musiche da film                                     |
| NL 33041             | 1977 | Claudio Baglioni                          | Personale di Claudio Baglioni vol. 2                            |
| NL 33042             | 1977 | Formula 3                                 | La favolosa Formula 3                                           |
| NL 33043             | 1977 | Nico Fidenco                              | Gli anni d'oro di Nico Fidenco                                  |
| NL 33044             | 1977 | Renato Zero                               | Incontro con Renato Zero                                        |
| NL 33045             | 1977 | Patty Pravo                               | I successi di Patty Pravo                                       |
| NL 33046             | 1977 | Autori vari                               | Orzowei, Supergulp e altri successi TV                          |
| NL 33047             | 1977 | Autori vari                               | Celebri marce italiane                                          |
| NL 33048             | 1977 | Ennio Morricone                           | Le colonne sonore                                               |
| NL 33049             | 1977 | The Nice                                  | Ars Longa Vita Brevis                                           |
| ZNLIM 33050          | 1977 | Small Faces                               | Ogdens' Nut Gone Flake                                          |
| ZNLN 33051           | 1977 | Premiata Forneria Marconi                 | Antologia                                                       |
| NL 33052             | 1978 | Lucio Battisti                            | Il meglio di Lucio Battisti, vol. 3                             |
| NL 33053             | 1978 | Antonello Venditti                        | Cronache                                                        |
| NL 33054             | 1978 | Ferruccio Tagliavini                      | Son tornate a fiorire le rose                                   |
| NL 33055             | 1978 | Middle of the Road                        | The best of                                                     |
| NL 33056             | 1978 | Autori vari                               | Patate, cani e tanti successi TV                                |
| NL 33057             | 1977 | Raffaella Carrà                           | I successi                                                      |
| NL 33058             | 1978 | Mia Martini                               | Incontro con Mia Martini                                        |
| NL 33059             | 1978 | Amen Corner                               | Amen Corner's Greatest Hits                                     |
| NL 33060             | 1978 | Humble Pie                                | Humble Pie's greatest hits                                      |
| ZNLN 33061           | 1978 | Rino Gaetano                              | Ad esempio...                                                   |
| ZNLN 33062           | 1978 | Tony Esposito                             | Incontro con Tony Esposito                                      |
| NL 33063             | 1978 | Riccardo Cocciante                        | I momenti dell'amore                                            |
| NL 33064             | 1978 | Schola Cantorum                           | Quando il canto è poesia                                        |
| NL 33066             | 1978 | Ennio Morricone                           | Ennio Morricone, I Western, vol. 2                              |
| NL 33067             | 1978 | Claudio Baglioni                          | Personale di Claudio Baglioni vol. 3                            |
| NL 33069             |      | Mina                                      | 15 grandi successi di Mina                                      |
| NL 33078             | 1978 | Autori vari                               | Heidi, il trenino, etc.                                         |
| NL 33079             | 1978 | Ennio Morricone                           | Le colonne sonore, vol. 2                                       |
| NL 33080             |      | Macario                                   | Le canzoni di Macario                                           |
| NL 33081             | 1978 | Cesare Gallino                            | La Vedova Allegra e altri 9 capolavori di Franz Lehár           |
| NL 33083             | 1979 | Cesare Gallino                            | Al Cavallino Bianco ed altre celebri operette da tutto il mondo |
| NL 33085             | 1978 | Small Faces                               | Greatest hits                                                   |
| NL 33086             | 1979 | Patty Pravo                               | Momenti stupendi                                                |
| NL 33087             | 1979 | Francesco De Gregori                      | Il mondo di Francesco De Gregori, vol. 2                        |
| NL 33090             | 1979 | Il Guardiano del Faro                     | Incontro con Il Guardiano del Faro                              |
| NL 33091             | 1979 | Autori vari                               | Roma de 'na vorta                                               |
| NL 33094             |      | Maria Carta                               | La voce e i canti di Maria Carta, vol. 1                        |
| NL 33095             | 1980 | Maria Carta                               | La voce e i canti di Maria Carta, vol. 2                        |
| NL 33096             | 1979 | Ivan Graziani                             | Incontro con Ivan Graziani                                      |
| NL 33097             | 1979 | Edoardo Vianello                          | I successi di Edoardo Vianello                                  |
| NL 33098             | 1979 | Autori vari                               | Juke-xox hits of the '50s                                       |
| NL 33099             | 1980 | Banda dell'arma dei Carabinieri           | Concerto da opere italiane                                      |
| TNL1 3100            | 1976 | Coro della SAT                            | Canti del Trentino                                              |
| TNL1 3104            | 1976 | Coro Monte Cauriol                        | Canta che ti passa                                              |
| NL 33105             | 1976 | Gino Del Vescovo                          | Mandolini napoletani                                            |
| ZNLA 33106           |      | Duo di Piadena                            | I più bei canti della valle del Po                              |
| TNL1 3107            | 1976 | Alceo Guatelli e la sua fisarmonica       | Canzoni di casa nostra                                          |
| NL 33109             |      | Coro Barbagia                             | Canti della Sardegna                                            |
| NL 33110             | 1977 | Umberto Da Preda                          | Le canzoni di Venezia                                           |
| NL 33111             | 1977 | Coro Ermes Grion                          | Canti del Friuli                                                |
| NL 33112             | 1979 | Coro della SAT                            | Canti degli Alpini                                              |
| NL 33113             | 1979 | Coro della SAT                            | La Villanella                                                   |
| NL 33115             | 1978 | Coro della SAT                            | La Montanara                                                    |
| NL 33118             | 1979 | Adolfo Runggaldier                        | Jodler und musik aus Südtirol                                   |
| NL 33121             | 1981 | Coro Monte Cauriol                        | Canti degli alpini                                              |
| NL 33137             | 1979 | Autori vari                               | Sapore di mare                                                  |
| NL 33139             | 1978 | Autori vari                               | L'allegra banda del grande Mazinger                             |
| NL 33140             | 1979 | Lucio Dalla                               | Quel fenomeno di Lucio Dalla                                    |
| NL 33141             | 1979 | Renato Zero                               | Realtà e fantasia                                               |
| NL 33142             | 1980 | Adriano Pappalardo                        | Una roccia dal cuore caldo                                      |
| NL 33144             | 1980 | Fred Bongusto                             | Il meglio                                                       |
| NL 33145             | 1980 | Lucio Dalla                               | Il primo Lucio Dalla                                            |
| NL 33148             | 1980 | Domenico Modugno                          | I successi di Domenico Modugno, vol. 1                          |
| NL 33149             | 1980 | Domenico Modugno                          | La Sicilia di Domenico Modugno                                  |
| NL 33155             | 1980 | Ennio Morricone                           | Ennio Morricone - Western Songs                                 |
| NL 33156             | 1980 | Peppino Gagliardi                         | Il meglio                                                       |
| ZNLN 33161           | 1980 | Lucio Battisti                            | Il meglio di Lucio Battisti, vol. 4                             |
| NL 33162             | 1980 | Ennio Morricone                           | Le colonne sonore di Ennio Morricone, Vol. 3                    |
| ZNLCH 33167          | 1981 | Autori vari                               | Best preformances. Ten Years After, Vol. 1                      |
| NL 33170             | 1983 | Renato Zero                               | Viaggio a Zerolandia                                            |
| NL 33171             | 1981 | Gianni Meccia                             | Le canzoni                                                      |
| ZNLCH 33175          | 1981 | Jethro Tull                               | The best of Jethro Tull, vol. 1                                 |
| NL 33176             | 1981 | Peter Van Wood                            | Sotto il segno di Van Wood                                      |
| NL 33177             | 1981 | Lucio Dalla                               | Torino, Milano e dintorni                                       |
| NL 33179             | 1981 | I Flippers                                | At Full Tilt                                                    |
| NL 33180             | 1981 | Enzo Jannacci                             | Vivere, secondo Enzo Jannacci                                   |
| NL 33181             | 1981 | Paolo Conte                               | Il mondo di Paolo Conte                                         |
| NL 33182             | 1981 | Riccardo Cocciante                        | Le cose da cantare                                              |
| NL 33183             | 1981 | Rino Gaetano                              | ...E cantava le canzoni                                         |
| NL 33187             | 1981 | Fanfara dei Bersaglieri                   | Con le piume sul cappello...                                    |
| NL 33189             | 1981 | Riccardo Fogli                            | Il primo                                                        |
| ZNLN 33191           | 1982 | Lucio Battisti                            | Il meglio di Lucio Battisti, vol. 5                             |
| NL 33193             | 1982 | Gabriella Ferri                           | Cose di ieri, dell'altro ieri e di sempre                       |
| NL 33195             | 1982 | Miranda Martino                           | La Napoli del Cafè Chantant                                     |
| ZNLCH 33196          |      | Jethro Tull                               | The best of Jethro Tull, vol. 2                                 |
| ZNLW 33197           | 1982 | Johnny Sax                                | Senza... Paoli                                                  |
| NL 33199             | 1982 | Autori Vari                               | Anni 70. Il volo di una nuova musica                            |
| NL 33207             | 1979 | Ennio Morricone / Egisto Macchi           | Allonsanfàn / Padre padrone                                     |
| NL 33209             | 1980 | Ennio Morricone                           | Una pistola per Ringo / Il ritorno di Ringo                     |
| NL 33225             | 1981 | Ennio Morricone                           | Tepepa / La resa dei conti                                      |
| NL 33228             | 1982 | Ennio Morricone, Gianni Ferrio e altri    | 12 Spaghetti Western                                            |
| ZNLY 33303           | 1977 | Lester Young                              | Lester Young                                                    |
| NL 33316             | 1982 | Anna Oxa                                  | Incontro                                                        |
| ZNLKR 33318          | 1982 | Iva Zanicchi                              | Il meglio di Iva Zanicchi                                       |
| NL 33322             |      | Mina                                      | I grandi successi di Mina                                       |
| ZNLDR 33325          |      | Peppino Gagliardi                         | Le canzoni di sempre                                            |
| KZNLKR 33327         | 1982 | Pino Calvi                                | Il pianoforte e l'orchestra di Pino Calvi                       |
| NL 33328             | 1982 | Fred Bongusto                             | I grandi successi di Fred Bongusto                              |
| ZNLKR 33330          | 1982 | Mina                                      | Storie d'amore                                                  |
| NL 33331             | 1982 | Franco Simone                             | Il meglio di Franco Simone                                      |
| NL 33332             | 1983 | Richard Clayderman                        | Le piano et les classiques                                      |
| NL 33338             | 1983 | Armando Trovaioli                         | Il pianoforte e l'orchestra                                     |
| NL 33344             | 1983 | Autori vari                               | Stasera... Dance music                                          |
| NL 33345             | 1983 | Renato Rascel                             | Un romantico poeta                                              |
| NL 33350             | 1983 | Autori vari                               | Stasera... Guancia a guancia                                    |
| NL 33351             | 1983 | Gianni Morandi                            | Alla maniera di Gianni Morandi                                  |
| NL 33352             |      | Autori vari                               | Italian serenata                                                |
| NL 33353             | 1983 | I Vianella                                | Roma parlaje tu                                                 |
| NL 33355             | 1983 | Mina                                      | Hula-hoop, twist, chachacha, bossa nova, rock'n roll con Mina   |
| NL 33357             | 1983 | Gino Del Vescovo                          | Mandolini napoletani, vol. 2                                    |
| NL 33358             | 1983 | Ennio Morricone                           | Gli arrangiamenti e l'orchestra di Ennio Morricone              |
| NL 42183             | 1977 | Perry Como                                | Golden records                                                  |
| NL 42443             | 1978 | Dizzy Gillespie                           | The bebop days                                                  |
| NL 42723             | 1978 | Lou Reed                                  | New York Superstar                                              |
| NL 42724             | 1979 | Brian Auger                               | The Best of Brian Auger                                         |
| NL 42732             | 1978 | Abbe Lane e Xavier Cugat                  | Xavier Cugat / Abbe Lane                                        |
| NL 43164             | 1980 | Lou Reed                                  | New York Superstar vol. 2                                       |
| NL 43493             | 1980 | Autori vari                               | Musiche da celebri film di John Wayne                           |
| NL 47300             | 1976 | Paul Anka                                 | Golden hits                                                     |
| NL 47301             | 1976 | Los Indios Tabajaras                      | The magic guitars                                               |
| NL 47302             | 1977 | Los Indios Tabajaras                      | 16 all time film favorites                                      |
| NL 47303             | 1976 | Glenn Miller                              | The best of                                                     |
| NL 47305             | 1976 | Pérez Prado                               | The fabulous                                                    |
| NL 47306             | 1975 | Neil Sedaka                               | Greatest hits                                                   |
| NL 47309             | 1976 | Autori vari                               | The best of boogie woogie                                       |
| NL 47316             | 1976 | Autori vari                               | Pop Graffiti. The Early '60s                                    |
| NL 47356             | 1977 | Sidney Bechet                             | Sidney Bechet                                                   |

### LP - Serie di musica classica
Nel caso di box set, il numero dei dischi è indicato tra parentesi nel codice di catalogo.
| Numero di catalogo | Anno | Interprete | Titoli |
| ------------------ | ---- | --- | --- |
| GL 02444 (3)       | 1978 | Royal Philharmonic Orchestra & Chorus - Thomas Beecham, dir.                                                                              | Georg Friedrich Händel: Il Messia, oratorio |
| GL 11278           | 1977 | Chicago Symphony Orchestra - Fritz Reiner, dir.                                                                                           | Richard Wagner: I maestri cantori di Norimberga / Il crepuscolo degli dei                                                                                   |
| GL 12044           |      | Arthur Rubinstein, piano - Chicago Symphony Orchestra - Fritz Reiner, dir.                                                                | Johannes Brahms: Concerto per pianoforte e orchestra n.1 in re minore, Op. 15                                                                               |
| GL 13657           | 1974 | The Philadelphia Orchestra - Eugene Ormandy, dir.                                                                                         | Celebri ouverture |
| GL 32501           | 1978 | Salvatore Accardo, violino | Niccolò Paganini: 24 Capricci op.1 |
| GL 32503           | 1977 | New Symphony Orchestra of London - Sir Adrian Boult, dir.                                                                                 | Pëtr Il'ič Čajkovskij: Il lago dei cigni / Lo Schiaccianoci                                                                                                 |
| GL 32505           |      | Orchestra da Camera Italiana - Salvatore Accardo, dir.                                                                                    | Antonio Vivaldi: Le Quattro Stagioni |
| GL 32510           | 1977 | Orchestra dell'Opera di Stato di Vienna - Josef Leo Gruber, dir.                                                                          | Johann Strauss Jr.: I meravigliosi valzer di Strauss |
| GL 32517           | 1977 | Orchestra stabile del Teatro Comunale di Bologna - Arturo Basile, dir.                                                                    | La danza delle ore e altri celebri brani sinfonici da opere italiane                                                                                        |
| GL 32524           | 1977 | Festival Strings Lucerne - Rudolf Baumgartner, dir.                                                                                       | Johann Sebastian Bach: L'Offerta Musicale |
| GL 32526           | 1977 | Moura Lympany e Earl Wild, pianoforte; Royal Philharmonic Orchestra - Malcolm Sargent, dir.                                               | Franz Liszt: Concerti per pianoforte e orchestra n. 1 e 2                                                                                                   |
| GL 32560 (4)       |      | Staatskapelle Dresden - Kurt Sanderling e Heinz Rogner, dir.                                                                              | Johannes Brahms: La musica orchestrale |
| GL 32579           | 1979 | Salvatore Accardo, violino | Il violino virtuoso (musiche di Corelli, Vitali, Vivaldi, Porpora e Tartini)                                                                                |
| GL 32594           | 1980 | Salvatore Accardo, violino | L'archetto magico di Salvatore Accardo |
| GL 326016          |      | Baltimore Symphony Orchestra - Sergiu Comissiona, dir.                                                                                    | Felix Mendelssohn: Sinfonie n. 4 "Italiana" e n. 5 "Riforma"                                                                                                |
| GL 37077           |      | Orchestra da camera "Pro Arte" di Monaco* - Kurt Redel, dir.                                                                              | Johann Sebastian Bach: Concerti Brandeburghesi n. 2, 4, 5                                                                                                   |
| GL 37078           | 1977 | Orchestra da camera e complesso di strumenti a fiato e percussione - Jean-François Paillard, dir.                                         | Georg Friedrich Händel: Musica sull'acqua / Musica per i Reali Fuochi d'artificio                                                                           |
| GL 37158           | 1978 | Pierre Pierlot, oboe; I Solisti Veneti - Claudio Scimone, dir.                                                                            | Tomaso Albinoni: 6 concerti per oboe e archi |
| GL 37159           | 1978 | Solisti, coro e orchestra da camera di Pforzheim - Fritz Werner, dir.                                                                     | Johann Sebastian Bach: Oratorio di Pasqua |
| GL 37191           | 1977 | Corale Stephane Caillat; Orchestra Jean-François Paillard - Stephane Caillat, dir.                                                        | Antonio Vivaldi: Gloria; Kyrie |
| GL 37494           | 1977 | Orchestra da camera Jean-François Paillard - Jean-François Paillard, dir.                                                                 | Pëtr Il'ič Čajkovskij: Serenata per archi, op 48 / Antonín Dvořák: Serenata per archi                                                                       |
| GL 42135           | 1977 | Alexis Weissenberg, pianoforte | Claude Debussy: Children's Corner / La fille aux chevaux de lin / L'isle joyeuse / Etudes pour les Arpèges Composés / Suite bergamasque / La plus que lente |
| GL 42158           | 1977 | Boston Symphony Orchestra - Charles Münch, dir.                                                                                           | Pëtr Il'ič Čajkovskij: Sinfonia n.6 in si min. op.74 "Patetica"                                                                                             |
| GL 42164           |      | Artur Rubinstein, pianoforte; Orchestra "Symphony of the air" - Josef Krips, dir.                                                         | Ludwig van Beethoven: Concerto per pianoforte n. 5 "Imperatore"                                                                                             |
| GL 42166           | 1977 | Orchestra e Coro del Teatro dell'Opera di Roma - Erich Leinsdorf, dir.                                                                    | Giacomo Puccini: Brani scelti da La bohème |
| GL 42288           |      | Mario Lanza | Celebri canzoni napoletane |
| GL 42289           |      | Mario Lanza | Torna, caro ideal |
| GL 42796           | 1979 | Alexander Brailowsky | Chopin: 24 Preludi Op. 28 |
| GL 43742           |      | Mario Lanza | The best of |
| GL 45169           |      | Chicago Symphony Orchestra - Fritz Reiner, dir. Los Angeles Philharmonic Orchestra - Zubin Mehta, dir.                                    | Ottorino Respighi: Pini di Roma / Fontane di Roma / Feste romane                                                                                            |
| GL 47515           | 1977 | Orchestra stabile del Teatro Comunale di Bologna - Arturo Basile, dir. Orchestra del Teatro dell'Opera di Roma - Fernando Previtali, dir. | Giuseppe Verdi: Sinfonie e preludi |